# 闻喜文庙
闻喜文庙，位于山西省运城市闻喜县城内东北角的桐城镇东社村牌楼东街1025号院，是一座明代建筑，也是闻喜县城仅存的古建筑群，为闻喜县博物馆驻地，已列为中华人民共和国山西省文物保护单位。

## 历史
闻喜文庙的创建年代不详，北宋咸平四年（1001年）重建。元大德七年（1303年）毁于河东大地震，震后重建。明弘治四年（1491年）又重建。万历二十八年（1600年）大修。文革劫难中，大成殿因改为仓库而得以幸存，为仅存的一座古建筑。

## 建筑
闻喜文庙大成殿为明代建筑，保存完好，精致端庄。面阔五间，进深三间，单檐歇山顶，檐下柱头和补间设双下昂五铺作斗拱。其余建筑包括大成门、泮池等均为近年修复。

## 保护
1996年1月12日，闻喜文庙由山西省人民政府公布为第三批山西省文物保护单位，编号3-110。